# Fermanagh and Omagh
Fermanagh and Omagh är ett distrikt i Nordirland i Storbritannien. Distriktet bildades 2015 i samband med en distriktsreform genom en sammanslagning av distrikten Fermanagh och Omagh.